# Gilberto de la Porrée
Gilbert de la Porrée (Poitiers, 1076 –  Poitiers, 4 de setembro de 1154) foi um lógico, filósofo, teólogo  e  bispo católico  francês. Também é referido como Gilbert de Poitiers,  Gilbertus Poretta ou Gilbertus Porretanus  ou Pictaviensis  (de Pictavium, nome latino de Poitiers).
Ensinou teologia em Paris e retornou a Poitiers  em 1141 para, em 1142, ser nomeado bispo da cidade. Expoente da Escola de Chartres, Gilbert de la Porrée é considerado a mais vigorosa expressão do espírito progressista do século XII.

## Obras
- Commentarium in Boethii Opuscula Sacra, ed. N. M. Häring, Toronto, Pontifical Institute of Medieval Studies, 1966.
- The Psalms Commentary of Gilbert of Poitiers, org. por T. Gross-Diaz. Leiden: Brill, 1996.
- La prose rimée sur la Trinité, mencionada no concílio de Reims, perdeu-se est perdue.
- Sermon sur le Cantique des Cantiques
- Comentários sobre Jeremias e o Apocalipse.
- Duas cartas - uma dirigida a Bernard de Clairvaux, e outra, ao abade de  Saint-Florent-le-Vieil.
- De sex Principiis ou Liber sex principiorum [Livro dos seis princípios] (PL. t. CLXXXVIII, col. 1257-1270).   Rolando de Cremona  e  Alberto Magno atribuíam esse texto a  Gilbert de la Porrée, porém Osmond Lewry mostrou que não eram dele.[3]
- Liber de causis, um tratado revisto de Proclus.
- Livro dos 24 philosophes.

Obras da escola  porretiana
- Compendium logicae porretanum (Compêndio porretiano de lógica). In Cahiers de l'Institut du Moyen Âge grec et latin (CIMAGL), XLVI (1983), p. 1-113.